# Мирен Ибаргурен
Мирен Ибаргурен (на испански: Miren Ibarguren) е испанска актриса. Става популярна с ролята си на Сорая Гарсия в сериала „Аида“.

## Филми и сериал
- Щурите съседи (2004–2006), 3 епизода – Странно момиче с гадже / Адвокат
- ¿Estás ahí? (2010)
- Una hora más en Canarias (2010)
- Las trece rosas (2007)
- Аида (2008–2014)
- Закотвени (2015)
- Новите съседи (2016–настояще) – Йоланда Морсийо Караскоса